# NGC 742
NGC 742 é uma galáxia elíptica (E-S0) localizada na direcção da constelação de Pisces. Possui uma declinação de +05° 37' 33" e uma ascensão recta de 1 horas, 56 minutos e 24,1 segundos.
A galáxia NGC 742 foi descoberta em 13 de Dezembro de 1784 por William Herschel.